# Panhard et Levassor Dynamic
El Panhard et Levassor Dynamic es un automóvil de gran tamaño que fue presentado por el fabricante de automóviles francés Panhard como reemplazo del modelo CS en el Salón del Automóvil de París en octubre de 1936.

## Carrocerías

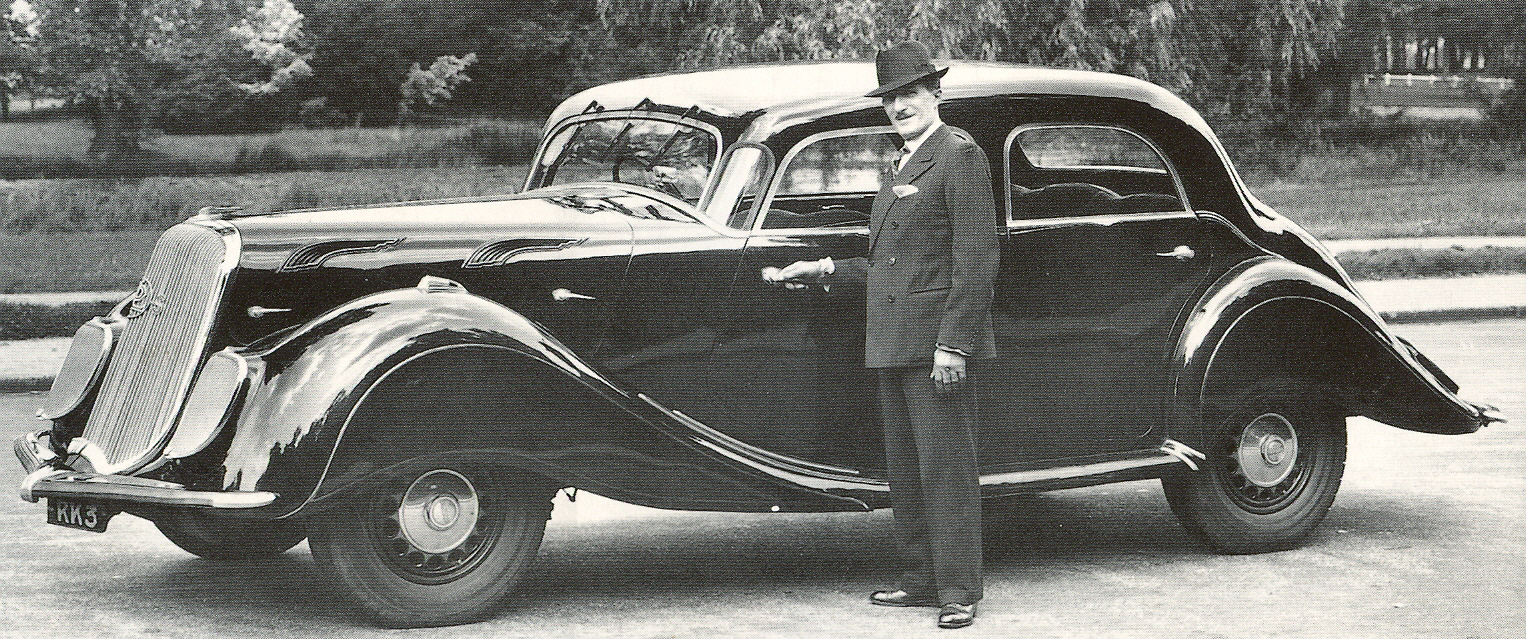
Dynamic de 1937

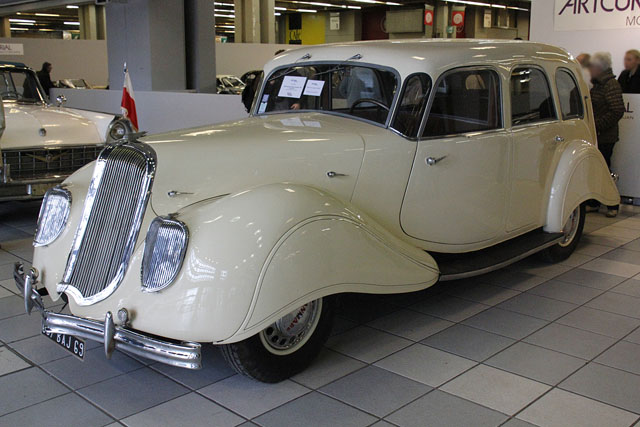
1939 Dynamic 140 six-light Limousine (X81)

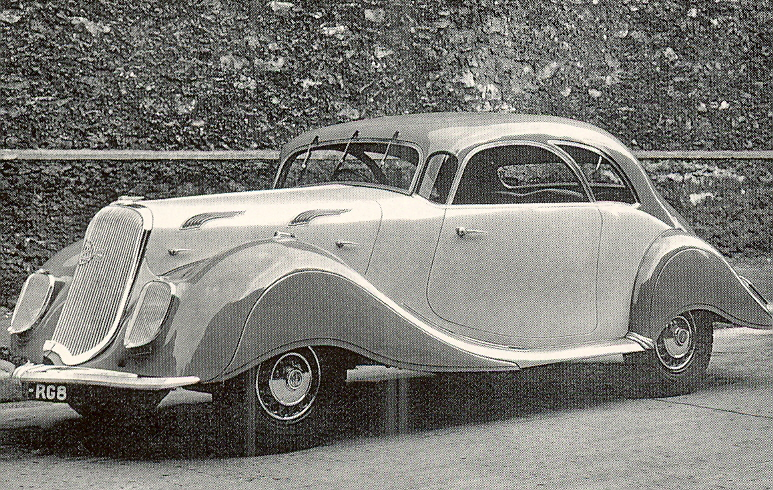
Dynamic 140 Cupé Major

Para el Dynamic, el diseñador interno de Panhard et Levassor, Louis Bionier, presentó un diseño aerodinámico, con pasos de ruedas traseros semicubiertos, un llamativo parabrisas delantero de tres piezas con tres limpiaparabrisas, y faros integrados en los guardabarros delanteros. Todas estas características se hicieron populares para otros fabricantes de automóviles en los años siguientes, y los faros integrados en la carrocería se convirtieron en una tendencia habitual, pero en 1936 le dieron al automóvil un aspecto muy moderno.
Las carrocerías también fueron de gran interés técnico. A pesar de su tamaño, el Dynamic no era sencillo de trabajar para los carroceros tradicionales, siendo el primer automóvil francés de lujo en contar con una carrocería de acero soldado eléctricamente y construido como un monocasco, sin un chasis separado.
Se ofreció una versión sedán denominada "Seis ligero" de cuatro puertas, con una cabina de pasajeros muy larga, pero sin maletero. Esta versión, introducida en el otoño de 1937, podía albergar a nueve pasajeros. También estaba disponible una berlina de cuatro puertas con una cabina de pasajeros más corta, pero con un maletero formando un tercer volumen. El automóvil también era inusualmente ancho, permitiendo situar tres asientos en fila. En los diseños iniciales de Panhard et Levassor, el volante estaba colocado en el centro del panel frontal, con el objetivo de obtener una mejor visión de la carretera. La dirección montada en el centro fue probablemente la característica que atrajo más comentarios cuando el coche apareció en el Salón del Automóvil de París de 1936, y Panhard et Levassor lo promocionó como una solución de "sentido común" durante un período en que los fabricantes de automóviles franceses estaban cambiando desde el volante a la derecha (que Sin embargo, el mercado encontró que el volante central era una innovación demasiado grande y los conductores se quejaron de las contorsiones necesarias para deslizarse desde el costado de un coche tan ancho hasta la posición central del puesto de conducción. Desde 1939, el Panhard et Levassor Dynamic presentó un volante situado convencionalmente.
Aparte de la posición del asiento central, el Dynamic también se adelantó a su tiempo al tener una suspensión delantera independiente mediante horquillas. Al igual que con los supercoches actuales, los elementos superiores de la suspensión delantera se montaron directamente en el motor.
También había versiones cupé de dos plazas y una versión descapotable, pero a finales de 1938, estos modelos "minoritarios" habían contabilizado tan solo 358 unidades. Además de estos modelos y de los sedanes, se introdujo una limusina de seis ventanas con una separación interior disponible en 1938.

## Motores
Un primer prototipo, conocido como el Dynamic 20 CV, se presentó en marzo de 1936. Era impulsado por un motor de seis cilindros en línea de 3485 cc, con el diámetro de los cilindros correspondiente a la categoría de los 20 hp caballos fiscales en Francia. Sin embargo, el automóvil que entró en producción y se puso a la venta a partir de mayo de 1935 venía con un motor Knight de seis cilindros en línea y 2516 cc del modelo predecesor, el Panhard et Levassor CS. Esto lo colocó en la categoría de los 14 caballos fiscales. El "130" en el nombre indicaba la velocidad máxima que podía alcanzar el coche, 130 km/h (81 mph).
Junto con el Dynamic 130, Panhard et Levassor ofreció el Dynamic 140, que compartía su motor con el modelo "CS Spécial" (inicialmente todavía en producción). El tamaño del motor en esta versión era 2861 cc (16 CV). La potencia real anunciada era de 75 hp (55 kW) y fue este "Dynamic 140" el más popular entre los clientes, habiéndose producido 2230 ejemplares en 1940, cuando la Segunda Guerra Mundial puso fin a la producción. Para entonces, el Dynamic se había convertido en el último automóvil con motor de válvulas de camisa producido en serie en el mundo.

## Variantes
Si bien se disponía de tres distancias entre ejes, la más corta se limitaba en gran medida al modelo "Coupé Junior" (que pronto se dejó de fabricar) y la más larga a la "Berline". La mayoría de los Dynamic (los Major) acabaron teniendo una distancia entre ejes de 280 cm. En 1937, Panhard et Levassor introdujo una gama superior, el "Dynamic 160", como sucesor del Panhard et Levassor DS. Este automóvil fue equipado con una versión de 3834 cc (22 CV) del motor en línea de seis cilindros Panhard et Levassor, con una potencia de 100 HP (75 kilovatios). En 1938 se habían producidos 153 unidades.
El pequeño Dynamic 130 llevaba el código de modelo X76; su producción se suspendió en 1938. Los 140 y 160 originalmente se llamaron X77 y X80, pero tras abandonarse la idea de la dirección en el asiento central en 1939, se convirtieron en el X81 y X82 respectivamente.

## Comercialización
Los Panhard et Levassor Dynamic nunca fueron particularmente baratos, lo que reflejaba el progreso tecnológico que representaban. Sin embargo, menos de seis meses después del lanzamiento de octubre de 1936, la firma actualizó su lista de precios en febrero de 1937, llegando a ser extremadamente caro al experimentar aumentos de más del 20 %. Después de febrero de 1937, el modelo de distancia corta entre ejes, el "Junior 130" (cupé) 14CV Dynamic, tenía un precio de 53.850 francos, mientras que los precios para los "Berline 130" de cuatro puertas empezaban a partir de los 58.850 francos. A modo de comparación, el Renault Primaquatre, ciertamente un diseño más antiguo y menos llamativo de un fabricante que todavía montaba motores de válvulas laterales en todos sus modelos, pero aun así con un tamaño de motor y una distancia entre ejes que también lo ubicaba directamente en la misma categoría de 14CV que el Panhard et Levassor, tenía un precio de 22.500 francos para una "Berline" en octubre de 1936, que había aumentado a 25.500 francos en octubre de 1937. Por ejemplo, en las listas de precios de Talbot (un fabricante con una gama de modelos más moderna) figuraba el Minor, una "Berline" compacta de cuatro plazas y cuatro asientos de 13CV lanzada en octubre de 1937, con un precio de 42.500 francos. En consecuencia, los elevados precios del Panhard et Levassor Dynamic pecaron de un excesivo optimismo respecto a la respuesta de los compradores.

## Producción en tiempos de guerra
En septiembre de 1939, Francia declaró la guerra a Alemania y en junio de 1940, Ejército Alemán invadió y ocupó rápidamente el norte de Francia. Antes de septiembre de 1939, a diferencia de Renault, Panhard et Levassor no había suministrado automóviles al Ejército de Tierra Francés, pero con el estallido de la guerra, recibió un pedido de 182 Dynamic con motores más grandes, especialmente de los largo sedanes ligeros. En la mayoría de los casos, los automóviles del ejército, generalmente reservados para los mandos superiores, son reconocibles por la rueda de repuesto montada en la parte exterior del panel trasero. Las versiones civiles mantuvieron la rueda de repuesto dentro del automóvil.
A medida que la guerra avanzaba, en Panhard et Levassor se consideró prudente transferir la producción a su fábrica de Tarbes (en el extremo suroeste de Francia), y se produjo una versión con gasógeno del Dynamic, aunque solo en pequeñas cantidades. Sin embargo, tras la derrota de Francia en junio de 1940, Panhard et Levassor, junto con otros fabricantes de automóviles, se vieron cada vez más obligados a fabricar suministros militares.